# Myrcia salzmannii
Myrcia salzmannii är en myrtenväxtart som beskrevs av Otto Karl Berg. Myrcia salzmannii ingår i släktet Myrcia och familjen myrtenväxter. Inga underarter finns listade i Catalogue of Life.